# Leboulin
Leboulin (gaskognisch Lo Bolin) ist eine französische Gemeinde mit 344 Einwohnern (Stand 1. Januar 2022) im Département Gers in der Region Okzitanien; sie gehört zum Arrondissement Auch und zum Gemeindeverband Grand Auch Cœur de Gascogne. Die Bewohner nennen sich Leboulinois/Leboulinoises.

## Geografie
Leboulin liegt rund 6 Kilometer nordöstlich der Stadt Auch im Osten des Départements Gers. Die Gemeinde besteht aus mehreren Siedlungen und Weilern sowie Einzelgehöften. Sie liegt an der Straße D175 nördlich der N124 und einige Kilometer östlich der N21.

## Geschichte
Im Mittelalter lag der Ort in der Grafschaft Haut-Armagnac, die ein Teil der Provinz Gascogne war. Die Gemeinde gehörte von 1793 bis 1801 zum District Auch, zudem war Leboulin von 1793 bis 1801 ein Teil des Kantons Auch. Von 1801 bis 1973 lag sie im Kanton Auch-Nord, danach von 1973 bis 2015 im Wahlkreis (Kanton) Auch-Nord-Est. Die Gemeinde ist seit 1801 dem Arrondissement Auch zugeteilt.

### Bevölkerungsentwicklung
| Jahr                       | 1962 | 1968 | 1975 | 1982 | 1990 | 1999 | 2006 | 2014 | 2020 |
| Einwohner                  | 184  | 170  | 120  | 176  | 238  | 285  | 290  | 355  | 340  |
| Quellen: Cassini und INSEE |      |      |      |      |      |      |      |      |      |

## Sehenswürdigkeiten
- Schloss mit der Verklärungs-Kirche (auch Schlosskapelle genannt) in Le Château (Schloss in Privatbesitz)
- alte Bauernhäuser
- Denkmal für die Gefallenen[1]
- Stele als Erinnerung an einen Zwischenfall im Zweiten Weltkrieg mit drei Toten auf Seiten der Résistance
- Ruinen eines Turms und einer Windmühle
- jeweils ein Wegkreuz in Gavachon und an der Kapelle[2]